# Карура (район)
Карура — район зоби (провінції) Семіен-Кей-Бахрі, що в Еритреї. Столиця — місто Карура. 2005 року із складу району виділено район Адоба.